# Vidin
Vidin (cunoscut și sub vechiul nume românesc Diiu, în bulgară Видин Vidin) este un oraș pe malul sudic al Dunării, în nord-vestul Bulgariei. Se află în apropiere de granițele cu Serbia și România și este de asemenea centrul administrativ al Regiunii Vidin.

## Geografia și populația
Vidin este cel mai important port la Dunăre din vestul Bulgariei, aflat pe una dintre cele mai sudice secțiuni a fluviului. Un complex de feribot, legând Vidin de Calafat pe malul celălalt al fluviului, se află la 2 km de oraș. Complexul urmează să fie înlocuit cu un pod peste Dunăre, a cărui construcție a fost finalizată în 2013.

## Demografie
Componența etnică a orașului Vidin
     Bulgari (84,35%)
     Romi (6,93%)
     Nicio identificare (8,16%)
     Altele (1,12%)
La recensământul din 2011, populația orașului Vidin era de 48.071 locuitori. Din punct de vedere etnic, majoritatea locuitorilor (84,35%) erau bulgari, cu o minoritate de romi (6,93%). Pentru 8,16% din locuitori nu este cunoscută apartenența etnică.

În Vidin și în cele 30 de sate din jurul lui există o importantă comunitate românească, spre exemplu în cartierul Cumbair trăiesc peste 4000 de români, astfel el este numit de către bulgari „cartierul vlah”.

## Istorie
Vidin a apărut pe locul unei așezări celtice cunoscută sub numele de Dunonia, unde a fost apoi construit un oraș fortificat roman numit Bononia. Orașul s-a dezvoltat apoi, devenind unul dintre cele mai importante centre ale provinciei Moesia Superior, pe teritoriul Bulgariei de nord-vest și Serbiei de est de astăzi. Stăpânirea romană a luat sfârșit în anul 46 d.Hr.
Când slavii s-au așezat în zonă, au dat numele orașului Badin sau Bdin, de unde provine numele modern al acestuia.
Principalul punct de atracție al Vidinului, fortăreața turcească Baba Vida, a fost construită în perioada dintre secolele al X-lea și al XIV-lea.
În 1356, țarul bulgar, Ivan Alexandru a izolat Vidinul de monarhia bulgară, și l-a numit pe fiul său, Ivan Srațimir (1356-1396), conducător absolut al noului Țarat de Vidin. În 1365, Țaratul de Vidin a fost ocupat de cruciații maghiari. În timpul stăpânirii maghiare, orașul a fost cunoscut sub numele de Bodony, dar ocupația a durat puțin timp, maghiarii fiind alungați de Vlaicu Vodă, vărul și cumnatul Țarului, care a ocupat Vidinul și a negociat cu maghiarii revenirea pe tron a lui Ivan Srațimir.
În 1393 întreaga Bulgarie, împreună cu regiunea înconjurătoare, a fost ocupată de Imperiul Otoman. Otomanii au cucerit apoi și despotatele Dobrogei, Prilep și Velbajd. Independența Vidinului nu a fost de lungă durată. În 1396, Ivan Srațimir a trimis soldați pentru a lupta împotriva otomanilor. În urma înfrângerii în fața acestora la Nicopole, Vidin a căzut în cele din urmă în mâinile otomanilor conduși de  Baiazid I, ca pedeapsă pentru rolul lor în desfășurarea ostilităților. La vest de Timoc, Constantin al II-lea, fiul lui Ivan Strațimir și al Anei, își păstrează stăpânirea până la moartea sa survenită în anul 1422, fiind sprijinit de Mircea cel Bătrân. L-a  ajutat pe vărul său Frujin (fiul lui Ivan Șișman) în răscoala împotriva Imperiului Otoman.
La câțiva kilometri de Vidin se află ruinele Albota, ale mănăstirii Albotina, săpate în stâncă de pe vremea lui Srațimir și a țarinei Ana. La poiana Albotina, aflată la poalele stâncilor, se întâlnesc românii din satele din preajma Vidinului în fiecare an, a doua zi de Paște, la sărbătoarea "Frăsinelului", venind unii de la zeci de kilometri.

## Monumente
Vidin are două fortărețe medievale bine păstrate, Baba Vida și Belogradcik, precum și multe biserici ortodoxe vechi, cum ar fi Sf. Pantelimon, Sf. Petka, Sf. mare mucenic Dimitrie, Sfânta Parascheva, biserica îngropată, ctitorie a lui Matei Basarab (toate datând din secolul al XVII-lea), o sinagogă evreiască (1894), o moschee și o bibliotecă a lui Osman Pazvantoglu, o secție de poliție tucească (secolul al XVIII-lea).

## Relații externe

### Orașe înfrățite
- Calafat, România
- Brăila, România
- Zaječar, Serbia
- Hodmezovasarhely, Ungaria
- West Carrollton, Ohio, SUA
- Rivne, Ucraina
- Demre, Turcia

### Orașe partenere
- Deggendorf, Germania
- Lecco, Italia
- Ulm (oraș), Germania
- Debar, Republica Macedonia

### Consulate
- Consulatul Onorific al României[4]

## Galeria de imagini

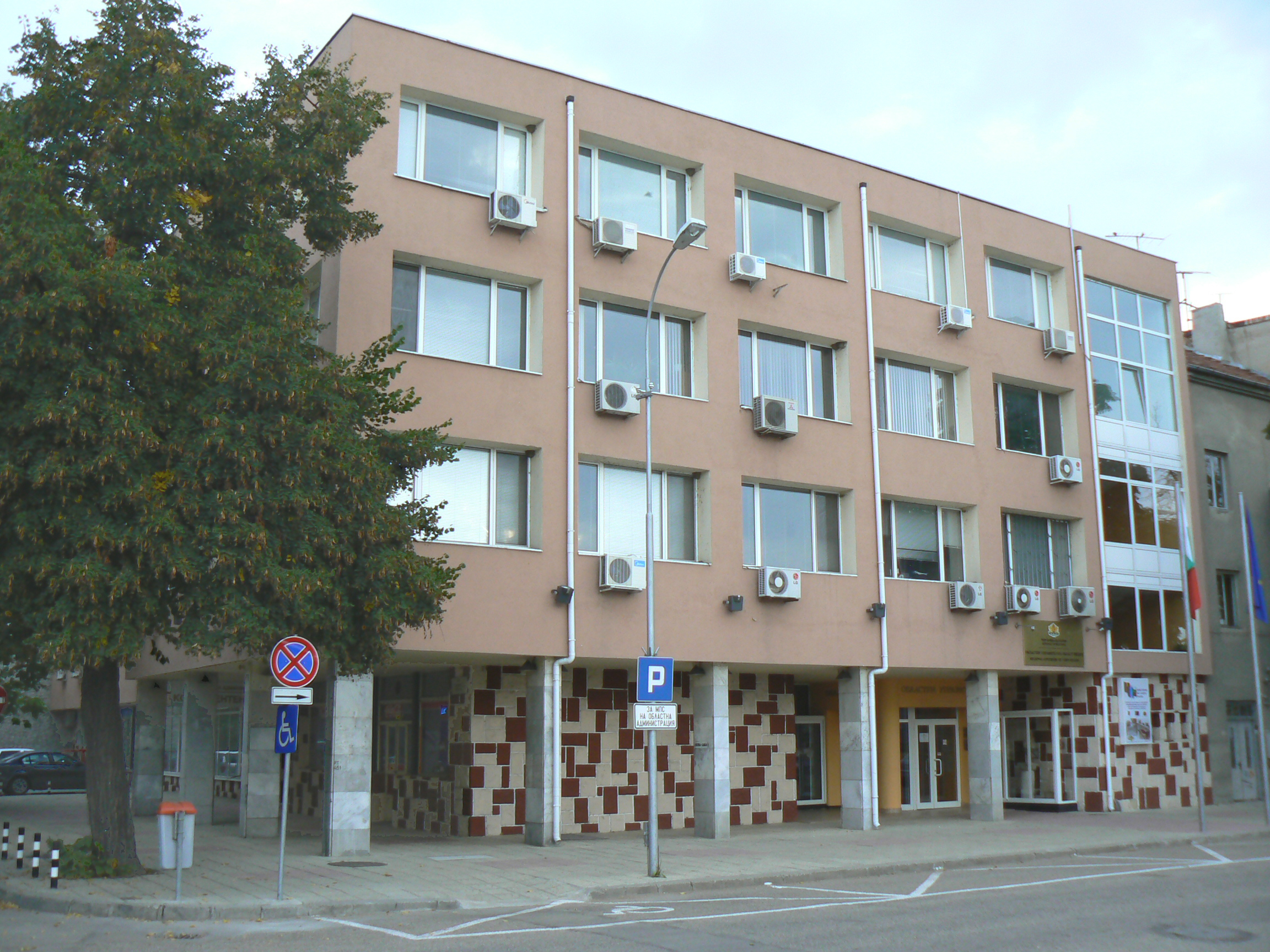
Administrația de Regiunea Vidin
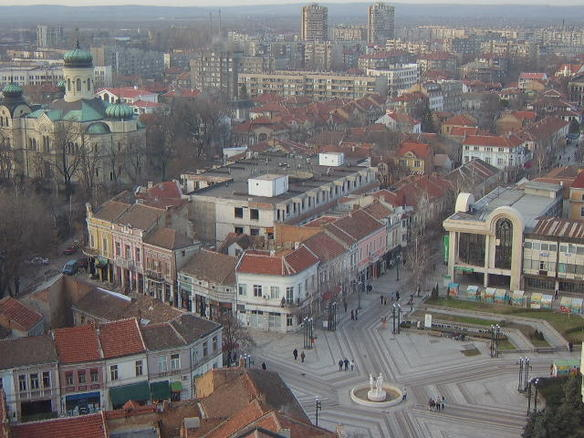
Centrul orașului
Fortăreața medievala Baba Vida
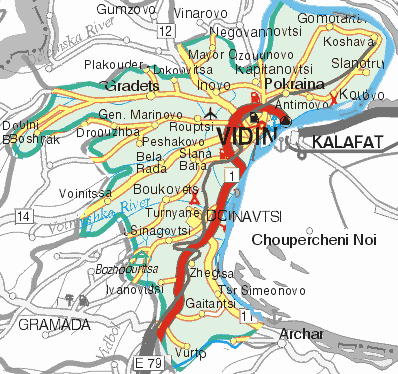
Municipalitatea Vidin
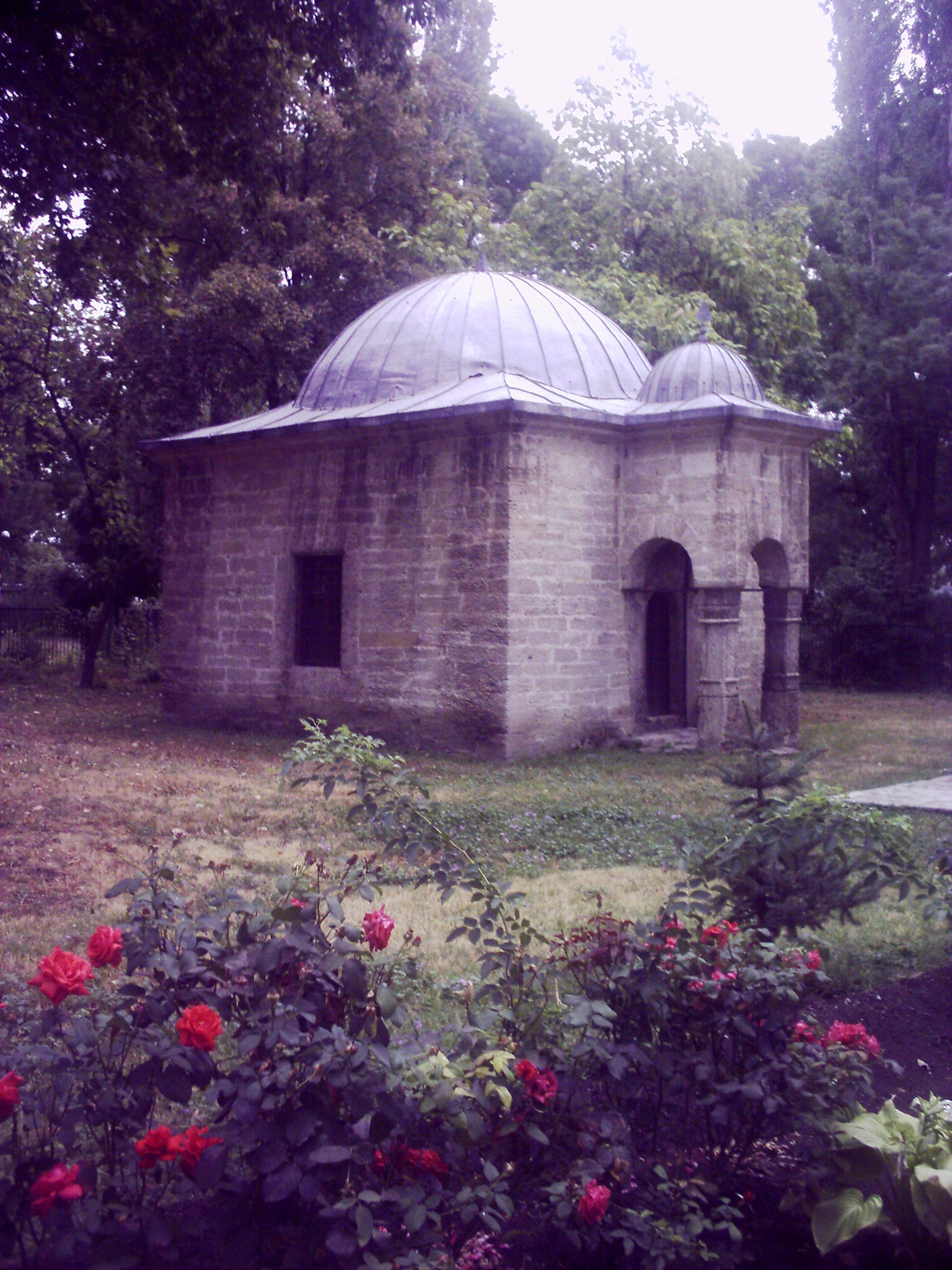
Biblioteca Osman Pazvantooglu
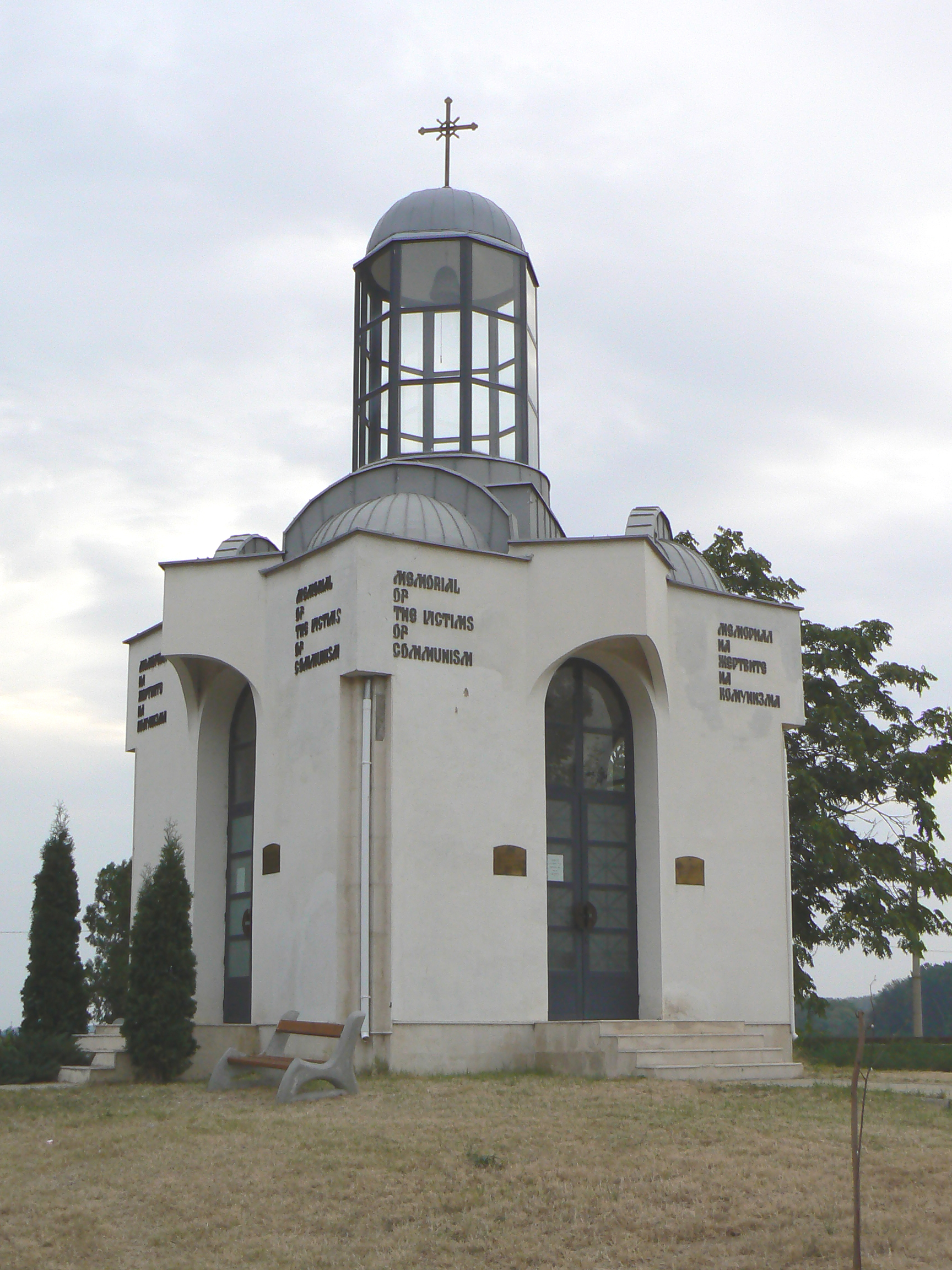
Memorialul victimelor comunismului
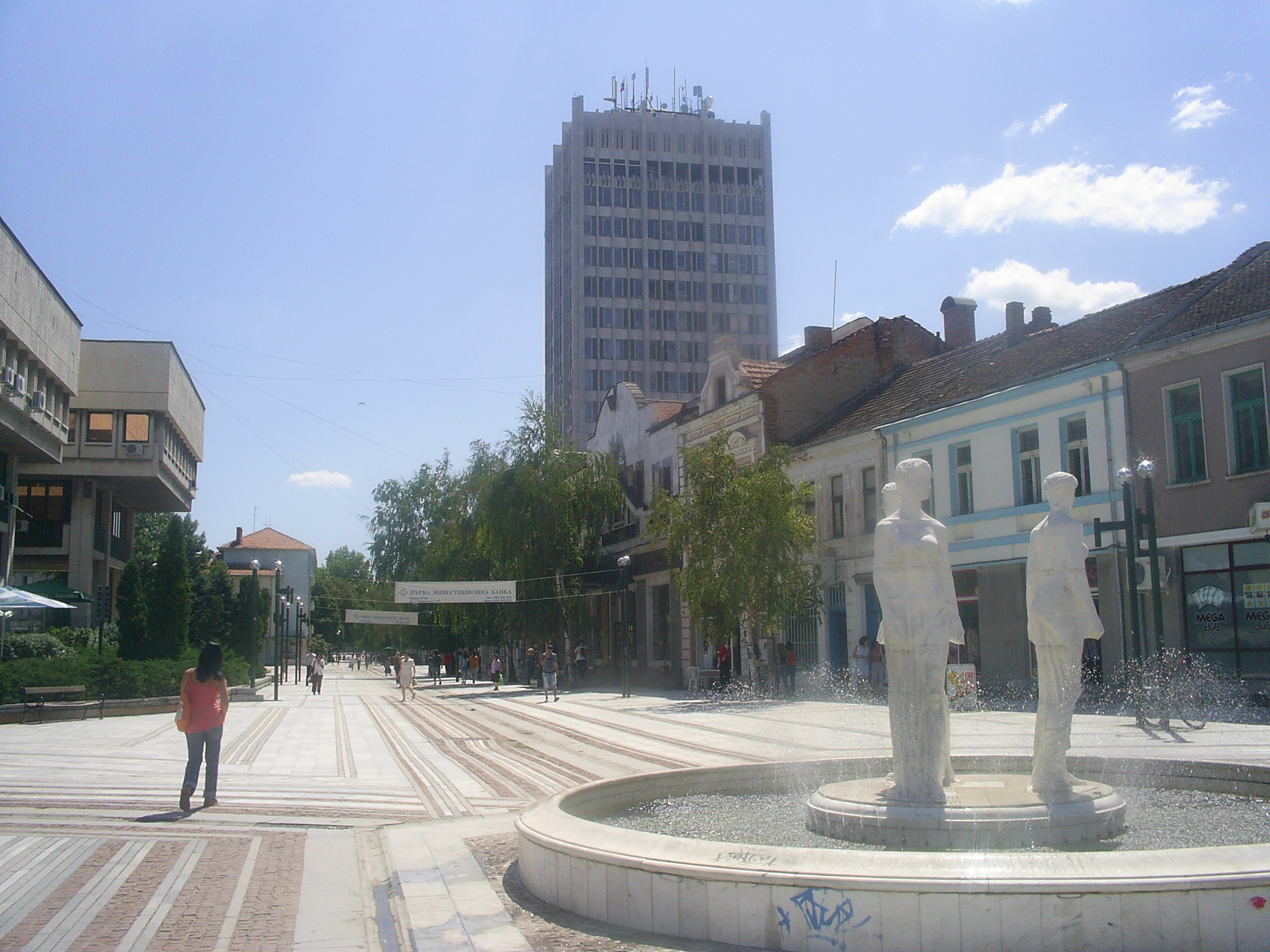
Vidin
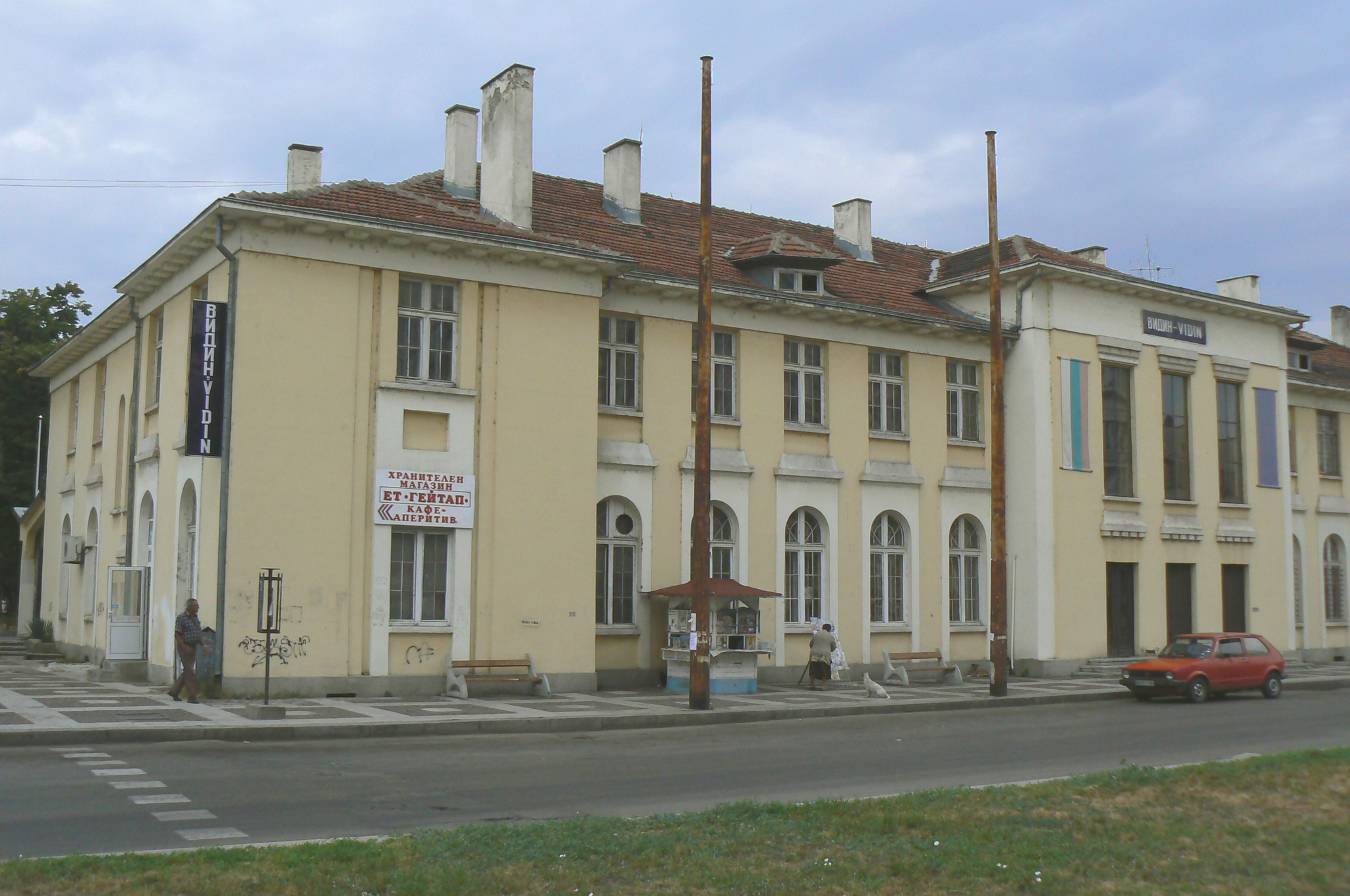
Stația feroviară
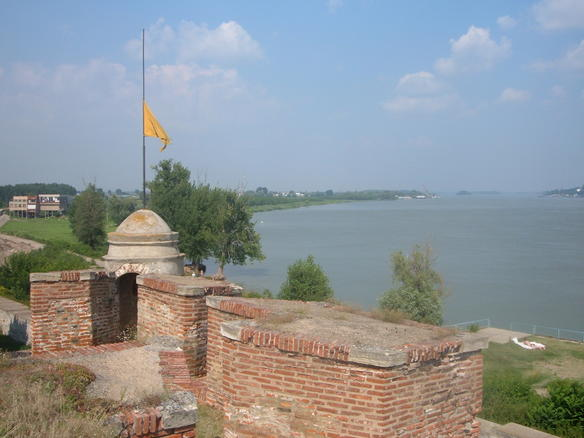
Dunărea la Vidin
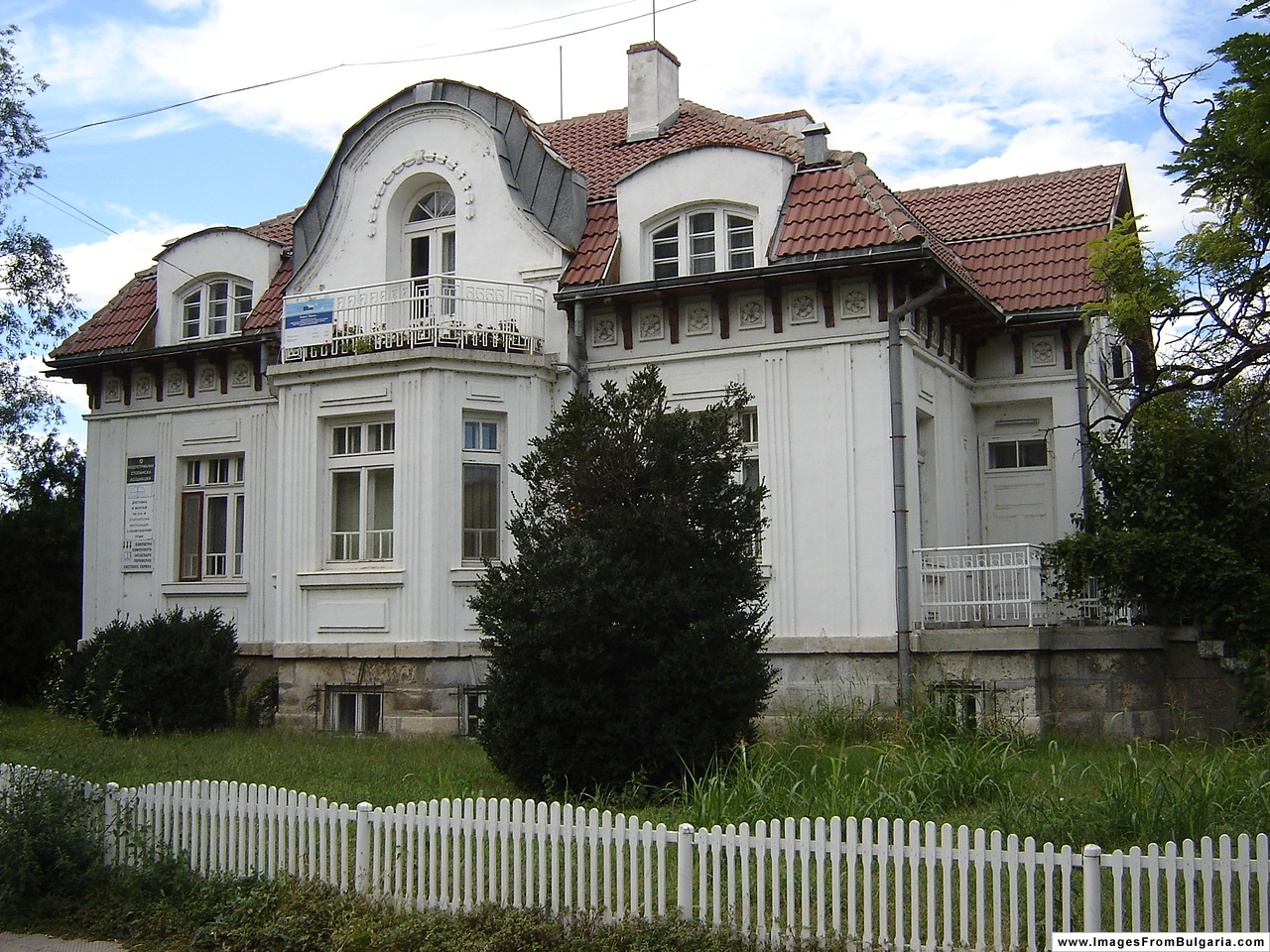
Casa fin de siècle veche
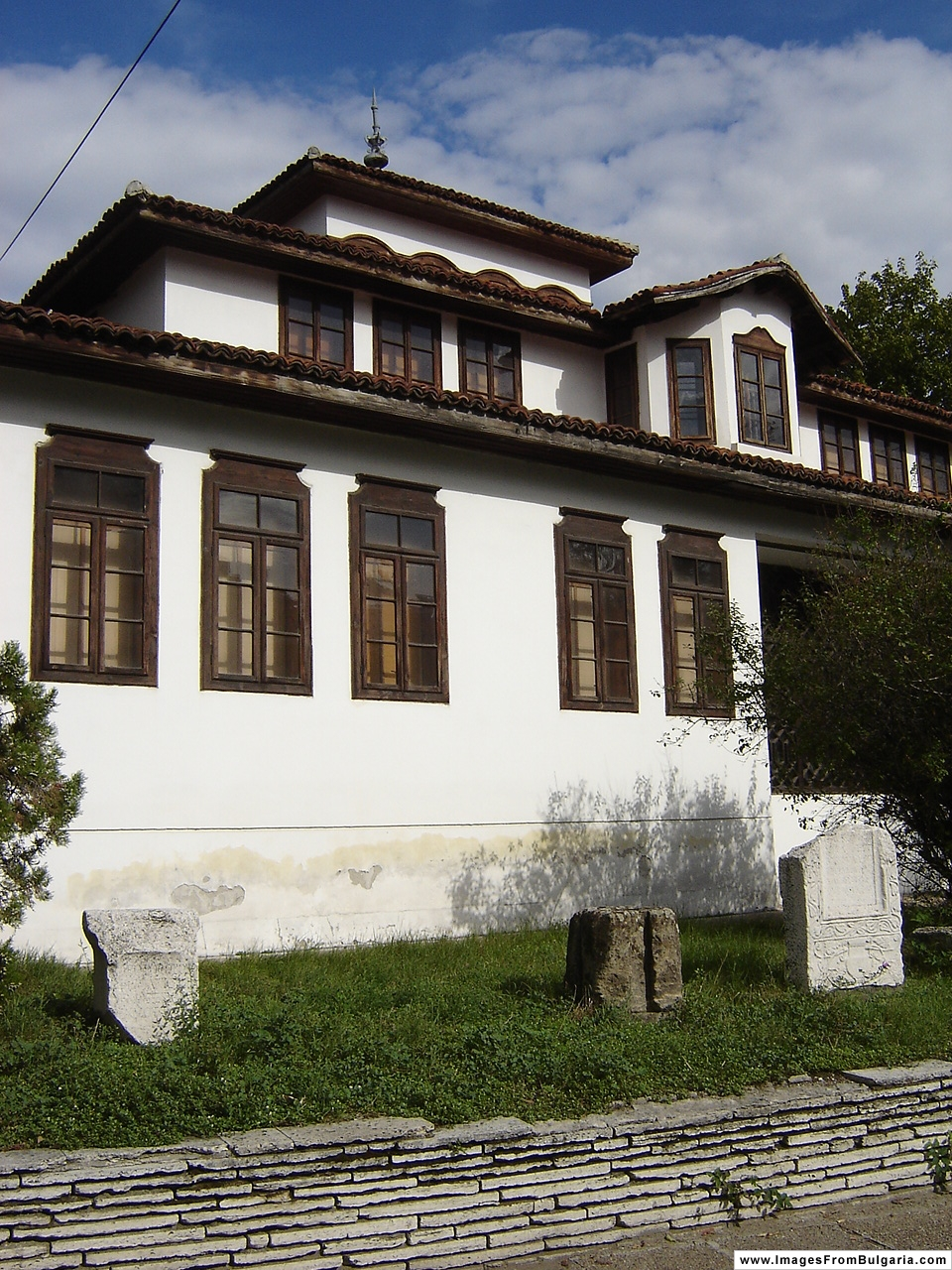
Muzeu de istorie (clădire secXVIII)
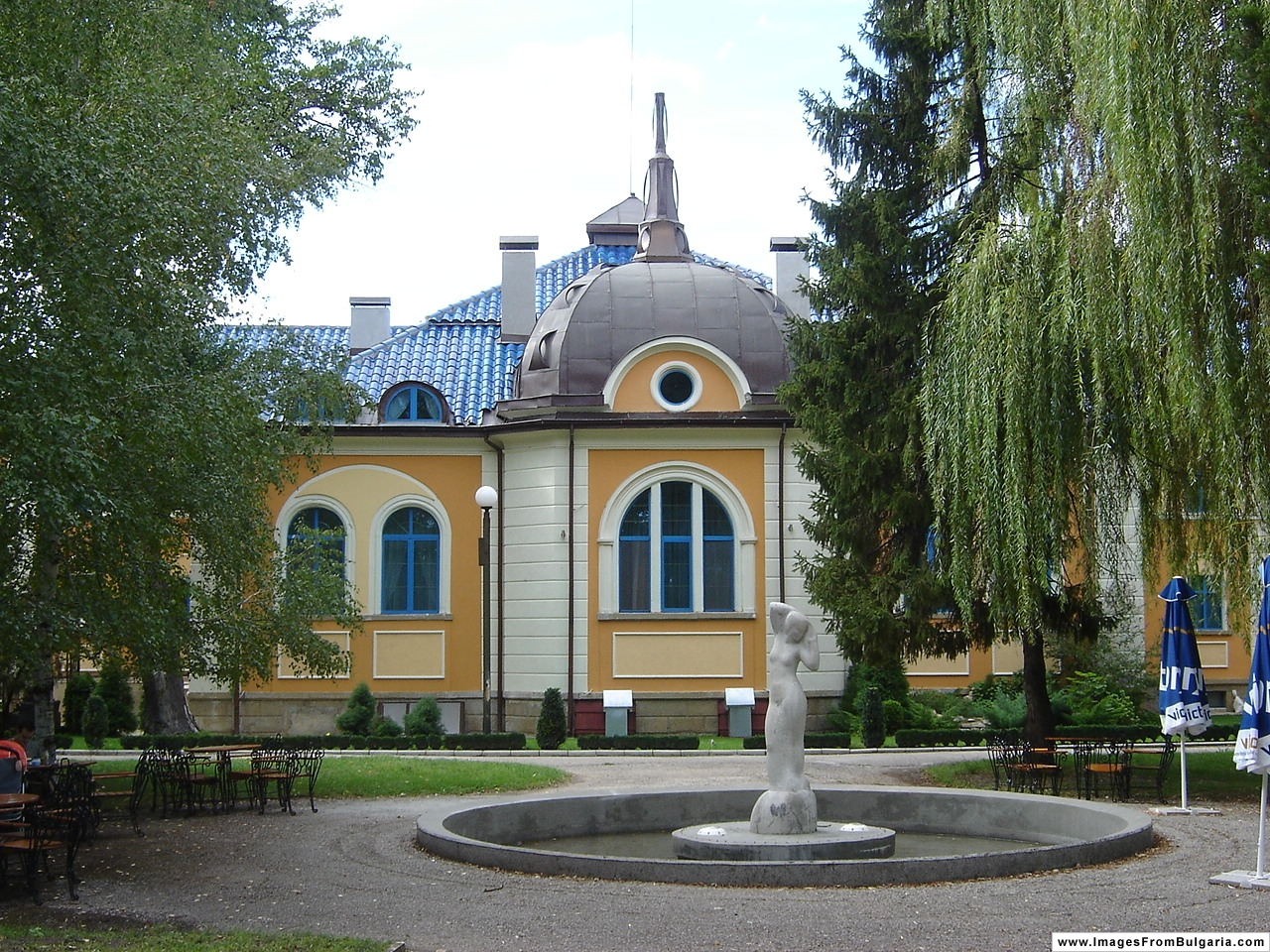
Sky_house

### Despre românii din Vidin
- Articol despre comunitatea română din preajma orașului Vidin Arhivat în 30 septembrie 2007, la Wayback Machine.